# 国庫
国庫（こっこ、独: Fiskus）とは、ドイツ法や日本法において、国家を財産権の主体としてとらえた場合の呼称。

## 沿革

### ローマ法におけるfiscus
ローマ法におけるfiscusは、「皇帝財庫」「皇帝金庫」と訳されることもあれば「国庫」と訳されることもある。
ラテン語のfiscusは、本来は大金を収納するための籠を指す言葉であったものが、転じて宝物や金銭の貯蔵庫を指すようになったものである。この言葉は、帝政ローマにおいてはやがて（何らの修飾語も伴わずに）皇帝の財庫のみを意味するようになった。皇帝の財庫としてのfiscusは、少なくともハドリアヌス帝の時代には、ローマ帝国の財庫（共和政ローマにおけるaerariumに相当するもの）とは区別されていたが、後にこれを統合するに至り、国家の財庫としての意義を得るに至る。

### ドイツ法の国庫理論におけるFiskus
法治国家に至る前段階として位置づけられる警察国家（絶対君主制国家の内政面を指す概念）においては、国家は原則として法の規制を受けず、したがって裁判権にも服しないため、人民は国家に対しては、国家賠償その他の法的救済を求めることができなかった（国家無問責の原則）。
そこで、ドイツ法の国庫理論（Fiskustheorie）においては、このように法の規制を受けない公権力の主体としての国家と対比して、私人と同じ立場で私法の適用を受ける財産権の主体（ないし経済活動の主体）としての国家を、特に国庫（Fiskus：ラテン語のfiscusをドイツ語化したもの）と呼んだ。国庫は、公権力の主体としての国家とは異なり、一般私人と同様に民事裁判所の裁判権に服するため、民事訴訟において被告として（例えば契約に基づく債務の不履行を理由として）訴えることが可能であった。
19世紀の法治国家においても、ドイツの司法裁判所は国庫理論による私法上の法的救済を模索したが、その背景には、各ラントの行政裁判における列記主義（すなわち、行政裁判による救済の対象が特定の事項に限定されていたこと）にあったと指摘されている。

### 日本法における国庫
ドイツ法の国庫理論は、明治時代の日本にも影響を与えた。「国庫」との用語は種々の法令にも登場するが、日本法上の「国庫」概念について、同理論によることを否定し、日本法上は「国家財産が帰属する国家唯一の擬制的な倉庫」として定義すべきとの見解も示されたが、やがて国庫理論を基礎として財産権の主体としての国家を指す概念として理解されるようになった。

## 現在
現在の法治国家においては、公権力の主体としての国家もまた法の下にあり、あらゆる権利侵害は裁判所による救済の対象とされていることから、「公権力の主体としての国家」と「財産権の主体としての国家」（国庫）の区別は本来的な意義を失っている。
現在の日本においては、今でも法令において財産権の主体としての国家（この場合は日本国）を指すものとして国庫の語が用いられる例は多い（憲法49条、民法239条2項など）が、端的に「国」の語を用いることも多い（憲法17条、会計法34条2項など）。